# Ostorhinchus capricornis
Ostorhinchus capricornis es una especie de pez con aleta radiada del género Ostorhinchus, de la familia Apogonidae, orden Kurtiformes. Fue descrita por Allen & Randall en 1993.

## Descripción
Mide 5,8 cm de longitud estándar.

## Distribución
Se distribuye por el Pacífico Occidental: Gran Barrera de Coral y mar del Coral, Sídney, Nueva Gales del Sur de Australia.